# Nieta Junqueira
Antonieta Junqueira (São Paulo, 08 de agosto de 1919 - 1980) foi uma atriz e figurinista brasileira.
Iniciou sua carreira no final dos anos 1940 no cinema. Seu nome verdadeiro era Antonieta Junqueira.
Na televisão participou do Grande Teatro Tupi. Foi figurinista dos filmes Dona Violante Miranda, de 1960, e A Primeira Missa, de 1961.

## Filmografia

### Cinema
| Ano  | Título                   | Personagem         |
| ---- | ------------------------ | ------------------ |
| 1978 | O Estripador de Mulheres | Velha Zeladora     |
| 1977 | A Casa das Tentações     | Tia                |
| 1977 | A Árvore dos Sexos       | Dona Constância    |
| 1976 | O Sexualista             |                    |
| 1968 | O Quarto                 | Viúva              |
| 1961 | A Primeira Missa         | Professora         |
| 1959 | Ravina                   | Velha Trapeira     |
| 1958 | O Noivo da Girafa        | Xantipa            |
| 1957 | Osso, Amor e Papagaios   | Viúva de Alberto   |
| 1955 | Senhora                  |                    |
| 1955 | A Carrocinha             |                    |
| 1954 | Candinho                 | Dona Eponina       |
| 1953 | O Cangaceiro             | Mulher aos prantos |
| 1952 | Nadando em Dinheiro      | Xantipa            |
| 1952 | Sai da Frente            | Dona Gata          |
| 1952 | Tico-tico no Fubá        | Dona da Pensão     |
| 1951 | Presença de Anita        |                    |
| 1949 | Inocência                | Merceeira          |

### Televisão
| Ano  | Título                     | Personagem          | Nota                          |
| ---- | -------------------------- | ------------------- | ----------------------------- |
| 1975 | Sorôco, Sua Mãe, Sua Filha | Senhora no comércio | Telefilme                     |
| 1956 | Grande Teatro Tupi         | —                   | Episódio: "Janela Indiscreta" |

### Teatro[7]
- Manhãs de Sol (1966)
- O Avarento (1966)
- A Sapateira Prodigiosa (1965)
- Vestido de Noiva (1958)
- Hamlet (1956)
- A Filha de Iório (1954)
- Dorotéia (1950)
- O Casaco Encantado (1948)
- Anjo Negro (1948)
- Estrada do Tabaco (1948)
- Vestido de Noiva (1947)
- Terras do Sem Fim (1947)
- Desejo (1946)